# Luiggi Muchotrigo
Luiggi Muchotrigo Leandro (Callao, Perú, 25 de enero de 1991) es un futbolista peruano que juega como volante de contención y actualmente está sin equipo.

## Clubes
| Club                | País | Año       |
| ------------------- | ---- | --------- |
| Sport Boys          | Perú | 2010-2012 |
| Atlético Minero     | Perú | 2013-2015 |
| Sport Loreto        | Perú | 2016      |
| Cultural Santa Rosa | Perú | 2018      |